# Detonationsport
En detonationsport är en skyddsport som inte bara är byggd för att motstå direkt mekanisk åverkan, utan även kraftiga tryckvågor från konventionella eller nukleära explosioner. Konstruktionen förekommer framför allt vid ingångarna till underjordiska militära anläggningar som Muskö, och bygger på att porten är upphängd på ett sådant sätt att kraften från tryckvågen kan tas upp under avsevärt längre tid (men fortfarande i storleksordningen tiotal millisekunder) än en helt fast port.